# نجمة العبيدي القوصري
نجمة القصري العبيدي؛ من مواليد 1991، هي ناشطة نسوية تونسية وناشطة في مجال حقوق المثليين. هي أحد مؤسسي حركة #EnaZeda (حركة #MeToo التونسية) ومنسقة الجمعية التونسية للنساء الديمقراطيات. إنها ناشطة في مجال حقوق المثليين ومزدوجي الجنس والمتحولين جنسياً، وقد انتشر مشروعها الفوتوغرافي الذي يوثق حياة الأزواج من نفس الجنس على نطاق واسع في عام 2017. 

## السيرة الذاتية
حصلت نجمة على شهادة تونسية تسمح لها بممارسة القانون، كما درست للحصول على درجة الماجستير في السويد، حيث ركزت أطروحتها على التكنولوجيا الرقمية والتغيير الاجتماعي.  وتقول إن نشاطها السياسي هو نتاج نضال عائلتها ضد الرئيس الاستبدادي السابق زين العابدين بن علي . 
وقد علقت في مجال الصحافة السياسية على مجموعة متنوعة من المواضيع بما في ذلك: دعم المرشح الرئاسي حمة الحمامي،  واعتقال المدون ياسين عياري اغتيال شيماء الصباغ زعيمة التحالف الشعبي الاشتراكي في مصر،  الديمقراطية في تونس،  الناشطة الحقوقية خديجة شريف p عن النقابي حسين العباسي،  بالإضافة إلى مواضيع أخرى.
بدأت نجمة نشاطها ضد التحرش الجنسي في المجتمع التونسي عندما كانت طالبة قانون، حيث أبلغت الشرطة عن الحالات على الرغم من موقفها الرافض. 

## #أنا_زادة
في عام 2019، أصبحت كوسري واحدة من المؤسسين المشاركين لحركة #MeToo التونسية.  يُدعى #EnaZeda في تونس ، قالت نجمة إن ما حدث "هو ببساطة تتويج لنضال مستمر منذ سنوات".  اعتبارًا من نوفمبر 2019، كان لدى مجموعة الحركة على الفيسبوك أكثر من 21600 عضو؛ وهو مكان يتم فيه تنظيم الاحتجاج كما يوفر مساحة آمنة لشهادات الناجين.  ووصفت نجمة نجاح الحركة بأنه يرجع الفضل فيه إلى الطريقة التي تحدثت بها النساء في مصر عن حقوقهن المدنية. 
كما أنها تنسب الفضل إلى قوة #EnaZeda في اكتساب الزخم بسرعة - فالحملات السابقة ضد التحرش في وسائل النقل العام التي أطلقتها المنظمات النسوية لم تنجح في جذب خيال النساء في تونس بنفس الطريقة.  ناقشت نجمة كيف لاحظت أنه بعد انتفاضات ديسمبر 2010، ازداد العنف الجنسي ضد المرأة  وأصبح أكثر عنفًا.  وتكشف الحركة عن حجم المشكلة وتبين أن إسكات الضحايا لا يحل مشاكل الاعتداء الجنسي في المجتمعات. 

## الجمعية التونسية للنساء الديمقراطيات
تعمل نجمة كمنسقة مشاركة مع الجمعية التونسية للنساء الديمقراطيات  (الجمعية التونسية للنساء الديمقراطيات، ATFD)، وهي منظمة حملة نسوية.   في إطار جمعية النساء الديمقراطيات، تتولى كوسوري منصب عضو في لجنة الحقوق الجنسية والإنجابية. كانت من الموقعين بالاشتراك مع التحالف من أجل الحقوق الجنسية والجسدية في المجتمعات الإسلامية (CSBR)  في رسالة مفتوحة إلى رجب طيب أردوغان تدين مقتل وتعذيب هاندي قادر .  
في عام 2017، تحدثت نيابة عن المنظمة ضد القانون الذي يحظر الزواج بين المرأة المسلمة وغير المسلم في تونس.  في عام 2019، قادت حملة لتشجيع الدولة على إعادة التعامل مع صحة المرأة الإنجابية باعتبارها مصدر قلق - فمع تخفيضات التمويل، انخفض وصول المرأة إلى وسائل منع الحمل. 